# Bratuspantium
Bratuspantium va ser una ciutat dels Bel·lòvacs.
Juli Cèsar va atacar el 57 aC, durant la Guerra de les Gàl·lies el territori dels suessions i d'allí va passar a territori dels bel·lòvacs, que es van tancar amb tot el que tenien a Bratuspantium. Finalment es van rendir, i llavors Cèsar va anar al territori dels ambians. Bratuspantium era probablement la capital dels bel·lòvacs i seria la moderna Breteil, però una altra identificació feta per Claudi Ptolemeu diu que s'anomenava Caesaromagus i era segons ell la principal ciutat dels bel·lòvacs. Després va ser Beauvais.